# Festival Internacional de Poesía de Rosario
El Festival De Poesía de Rosario se realiza anualmente en la ciudad de Rosario (Argentina), organizado por la Secretaría de Cultura de la provincia de Santa Fe, la Secretaría de Cultura y Educación de la Municipalidad de Rosario y el Centro Cultural Parque de España.

## Historia
En 1993 se inauguró esta reunión con el nombre de Festival Latinoamericano de Poesía de Rosario. En pocos años se convirtió en un clásico del Cono Sur y único en su tipo en la Argentina. Desde el año 2000 se empezó a llamar Festival Internacional de Poesía de Rosario.
Este encuentro cultural literario se desarrolla anualmente en el Centro Cultural «Bernardino Rivadavia» (calle San Martín 1080). En 2012 se celebró la XX edición.
Tiene como objetivo crear un espacio de difusión oral de la poesía, reconocer los valores culturales de cada país representado y profundizar aspectos de la identidad. Se ha posicionado como uno de los festivales más importantes y destacados de Latinoamérica, por la calidad de sus huéspedes y por la continuidad de su organización.
Durante las ediciones realizadas, el encuentro ha contado con la visita de más de doscientos cincuenta participantes internacionales sobre un total de casi mil poetas que han pasado por su escenario.
Ha sido declarado de interés nacional por la Presidencia de la Nación, y evento cultural de categoría por la Secretaría de Cultura y la Cámara de Senadores de Argentina.

## Participantes destacados
Entre los poetas que participaron desde 1993 se encuentran: